# 클럭 게이팅

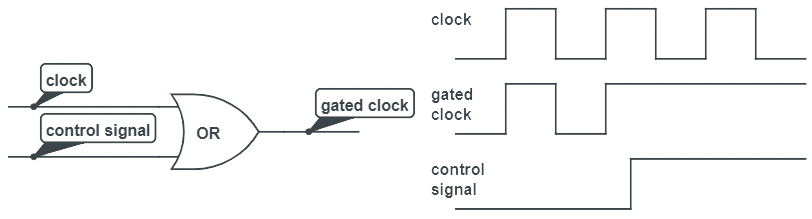

클럭 게이팅(Clock Gating)은 동기 회로에서 전력 절감 기술중의 하나로서 클럭(주파수)를 제공하거나 끊는(Gating) 부가적인 논리회로가 필요하다. 특정 회로의 동작이 필요하지 않는 경우 그 회로에 클럭을 공급하지 않음으로써 그 회로의 플립플럽은 상태의 변이를 하지 않게 된다. 이것으로 스위칭 소비 전력은 0이 되고 오직 누설 전류에 의한 전력만이 소비된다. 일반적인 소비 전력에 관한 식은 P=αCV2f 과 같다. 여기서 여기서 α는 Switching Activity factor이고, C는 회로의 정전 용량, V는 공급 전압, f는 동작 주파수이다. 소비 전력은 주파수에 비례하기 때문에 이 주파수를 0으로 하게 되면 스위칭 소비 전력이 0이 되게 되는 것이다. 이것은 동적 주파수 스케일링(Dynamic frequency scaling)에서 동작 주파수를 0으로 한 하나의 특수 경우이다.

## 같이 보기
- 동적 주파수 스케일링
- 동적 전압 스케일링